# Краснополянська сільська рада (Чорноморський район)
Краснополя́нська сільська́ ра́да — адміністративно-територіальна одиниця та орган місцевого самоврядування в Чорноморському районі Автономної Республіки Крим. Адміністративний центр — село Красна Поляна.

## Загальні відомості
- Населення ради: 2 006 осіб (станом на 2001 рік)

## Населені пункти
Сільській раді були підпорядковані населені пункти:
- с. Красна Поляна
- с. Внукове
- с. Кузнецьке

## Склад ради
Рада складалася з 16 депутатів та голови.
- Голова ради: Фісуренко Володимир Вікторович
- Секретар ради: Ферликовська Лілія Вікторовна

### Керівний склад попередніх скликань
| Прізвище, ім'я, по батькові    | Основні відомості                                                         | Дата обрання | Дата звільнення |
| ------------------------------ | ------------------------------------------------------------------------- | ------------ | --------------- |
| Алексєєв Олексій Лук'янович    | Сільський голова, 1951 року народження, член Комуністичної партії України | 26.03.2006   | 31.10.2010      |
| Фісуренко Володимир Вікторович | Сільський голова, 1961 року народження, освіта вища, член Партії регіонів | 31.10.2010   |                 |

Примітка: таблиця складена за даними сайту Верховної Ради України

### Депутати
За результатами місцевих виборів 2010 року депутатами ради стали:

#### За суб'єктами висування
| Суб'єкт висування         | Кількість обраних депутатів | %    |
| ------------------------- | --------------------------- | ---- |
| Партія регіонів           | 10                          | 62,5 |
| Самовисування             | 4                           | 25   |
| Українська морська партія | 2                           | 12,5 |

#### За округами
| № округу                  | Прізвище, ім'я, по батькові     | Дата визнання обраним | Освіта  | Партійна приналежність | Відомості про обраного депутата                                       |
| ------------------------- | ------------------------------- | --------------------- | ------- | ---------------------- | --------------------------------------------------------------------- |
| Партія регіонів           |                                 |                       |         |                        |                                                                       |
| 1                         | Клопотовський Сергій Іванович   | 04.11.2010            | вища    | член Партії регіонів   | УПСГ «Чорноморснафтогаз», начальник оперативно-підприємницької служби |
| 2                         | Якименко Олександр Іванович     | 04.11.2010            | середня | член Партії регіонів   | ДП «Нафтогазбезпека», командир 1-го загону                            |
| 6                         | Качур В'ячеслав Григорович      | 04.11.2010            | середня | член Партії регіонів   | тимчасово не працює                                                   |
| 7                         | Алісієвич Світлана Василівна    | 04.11.2010            | вища    | член Партії регіонів   | Краснополянська загальноосвітня школа I-III ст., вчитель              |
| 8                         | Мещеряков Олексій Степанович    | 04.11.2010            | середня | член Партії регіонів   | ДАТ «Чорноморнафтогаз», машиніст ДВС                                  |
| 10                        | Зівенко Олена Володимирівна     | 04.11.2010            | середня | член Партії регіонів   | приватний підприємець                                                 |
| 11                        | Онішко Іван Григорович          | 04.11.2010            | середня | член Партії регіонів   | пенсіонер                                                             |
| 12                        | Мельник Микола Василійович      | 04.11.2010            | середня | член Партії регіонів   | пенсіонер                                                             |
| 15                        | Мотієнко Сергій Володимирович   | 04.11.2010            | середня | член Партії регіонів   | СПК «Красна Поляна», бригадир тракторної бригади                      |
| 16                        | Ферликовська Лілія Вікторівна   | 04.11.2010            | середня | член Партії регіонів   | тимчасово не працює                                                   |
| Українська морська партія |                                 |                       |         |                        |                                                                       |
| 3                         | Пухліч Андрій Петрович          | 04.11.2010            | середня | позапартійний          | СПК «Красна Поляна», працівник                                        |
| 13                        | Терещенко Іван Ілліч            | 04.11.2010            | середня | позапартійний          | ДАТ «Чорноморнафтогаз», водій                                         |
| Самовисування             |                                 |                       |         |                        |                                                                       |
| 4                         | Нечаєва Зоя Віталіївна          | 04.11.2010            | середня | позапартійна           | тимчасово не працює                                                   |
| 5                         | Тертишна Тетяна Олексіївна      | 04.11.2010            | середня | позапартійна           | Краснополянський будинок культури, директор                           |
| 9                         | Пінчук Лідія Андріївна          | 04.11.2010            | середня | позапартійна           | Красно полянська сільська рада, секретар                              |
| 14                        | Яременко Валентин Олександрович | 04.11.2010            | вища    | позапартійний          | УТТ та СТДАТ «Чорноморнафтогаз», майстер енергетичної служби          |